# Sérigny, Vienne

Sérigny este o comună în departamentul Vienne, Franța. În 2009 avea o populație de 290 de locuitori.